# 木羅斤資
木羅斤資（もくらこんし、朝鮮語: 목라근자、モンナグンジャ、生没年未詳）は、百済初期の貴族であり、官人、武将である。

## 出自
日本側資料である『日本書紀』にだけ登場し、韓国の資料では見られない人物で、近肖古王の命で倭兵と共に伽耶地域および馬韓平定の任務を受けて遂行したと考えられる。
木氏（木羅氏）について李道学は、かつて古尓王代に馬韓連盟体の盟主だった目支国の臣智すなわち辰王家門として百済南部の核心勢力として編入された家柄とする。伽耶勢力の前身であった弁辰12国も、かつて辰王に属しており、特に弁辰の核心勢力だった安邪国（安羅）・狗邪国（金官伽倻）二つの小国は辰王により優号を下されるなど密接な関係におかれていた（『三国志』「魏書」弁辰伝）。
そのような状況が後年、伽耶平定の任務を木氏一族の木羅斤資が受ける基礎となったものと李道学は主張した。
日本の学界では木羅斤資を百済の将軍と見ながらも、倭国が百済に派遣した倭人かどうか否か、任那人系統かどうか不分明な点があるのを挙げて、木羅斤資が百済人であるとの直接的な言及を回避している。木羅斤資が新羅を討ちながら新羅の女子を妻に迎えて生んだという木満致が、父の木羅斤資の功で任那の事を専らにしたという『日本書紀』応神紀25年条の分註の内容を受け、「任那地域を受け持った木羅斤資は当然、倭の将軍であり、百済の将軍であるとした神功紀の注釈は間違い」との主張も存在する。しかし百済人である木羅斤資が新羅人ないし伽耶人の妻を得、百済人として“任那”を見ながら百済と倭を行き来したと見ることもでき、強いて神功紀の注が間違いだという決定的根拠がない。
むしろ、天皇の権威を高めようとする意図が明らかな『日本書紀』で、「伽耶平定」という重要な功を建てた人物をあえて誤って百済人だと記録したとは考えにくい。

## 概要
4世紀百済は高句麗と互いに軍事的に対峙するようになった。百済の近肖古王は高句麗との戦争を目の前に南側の後方を安定させようと久氐（くてい）らの使信を南側に派遣したのだが、これらは『日本書紀』によれば、卓淳国（とくじゅんこく）の王を通じて修好する意を表し、神功皇后49年（369年）春三月、倭の荒田別（あらだのわけ）と鹿我別（かがのわけ）二人が倭兵を率い、百済の使信の久氐らに従って卓淳に着いた時、百済側の軍士を指揮し、行き来したのが木羅斤資と沙沙奴跪（ささなこ）の二人であった。『日本書紀』はこの二人について、姓（かばね）が何であるか分からず、ただ木羅斤資は百済の将軍であると説明する。
木羅斤資らが率いた百済軍は倭兵と共に比自㶱（ひしほ）・南加羅（ありひしのから）・㖨国（とくのくに）・安羅（あら）・多羅・卓淳・加羅の七つの国を平定し（加羅七国の平定）、また西側に回って古奚津（こけつ）に至って「南蛮」忱弥多礼（とむたれ）を屠戮した。栄山江流域の馬韓残存勢力と推定される忱弥多礼地域に対する戦争を「屠」という文字で表現したこととは違って、伽耶地域では目に付く大規模武力衝突が見られないのに、これは当時、伽耶諸国が新羅との洛東江流域交易圏を取り巻いた競争で敗北して新羅の影響の下で既存の交易に多くの制限を受けていて、伽耶と密接するように交易して、反対に新羅との関係が良くなかった倭が、依然として先進文物輸入に制限を受けて困っている状況で、同じく北側の高句麗との対立を意識して背後の安定に影響を与えうる余地を遮断してしまった後、伽耶ほどでも交易に制限を受けた倭を伽耶との間に仲介者として抱き込み、戦闘行為の代わりに「武力示威」の形式で伽耶地域を平定していったものと見られる。
以後ただちに百済の近肖古王と太子貴須が軍を率いてきて合流し、比利・辟中（へちゅう）・布弥支（ほむき）・半古の4邑も降伏してきた。この時、百済王父子と荒田別、木羅斤資らは意流村（おるすき）で互いに会いつつ、倭の千熊長彦が、近肖古王と共に辟支山（へきのむれ）と古沙山（こさのむれ）で同盟誓約を結び、百済の首都まで訪問した後、久氐らと共に倭に帰って行ったという。
百済は新たに平定した伽耶地域を直接支配せずに存続させる代わりに、それらに対する稠賦統責権、すなわち貢賦を受け取る形態でそれらを支配したところに、この業務を管掌したのが木羅斤資であったものと見られ、以後、伽耶（任那）地域で長い時間、留まりながら勢力を築き、その勢力を息子の木満致に譲り与えることまでする程に成長したものと見られる。こうした間接支配の形態で百済は伽耶勢力を自国の勢力圏に編入させて潜在的な脅威を除去し、進んで新羅を圧迫する手段としても利用することができ、伽耶を中心として成り立った交易圏の掌握はもちろん、有事の際の集団安全保障体制を形成することも可能になった。
一方、こうした百済の間接支配形態の影響力増大過程で葛藤がなかったのではなく、その葛藤を窺うことのできる資料として目されるのが『日本書紀』神功62年（382年）の記事である。この記事には天皇の命を受けて新羅を討とうと出向いた沙至比跪（さちひこ）が新羅を討つ代わりに、新羅の誘惑に流されて加羅（伽耶）を討って、その国王一家が全て百済に亡命する事態となり、このことを加羅国王の妹が訴えて、その訴えを受け入れたことで、木羅斤資が出向いて加羅国を再び起ち上げ、沙至比跪はついに石窟の中に入って死んだという話である。今は伝わらない百済の史書である『百済記』に基盤を置いた記事として、被害を受けたいわゆる“加羅国王”が百済に身を避け、事件の解決者が百済の将帥の木羅斤資だったという点は、この事件が結局、百済が主体となって起こされた事件であることを見せてくれる。

## 家系
- 大将軍 : 木羅斤資（もくらこんし、生没年未詳）
  - 息子 : 木満致（もく まんち、403年 - 475年）

## 木羅斤資が登場した作品
- 『百済の王 クンチョゴワン』（2010年 - 2011年、KBS、俳優：韓政秀（朝鮮語版））